# С-59
С-59 — Самоходная артиллерийская установка была разработана КБ завода № 100 под руководством Ж. Я. Котина. Основным назначением машины была борьба с железобетонными оборонительными сооружениями. Опытный образец самоходной установки был изготовлен на базе танка КВ-1с. Машина имела компоновочную схему, аналогичную схеме самоходной гаубицы С-51. Серийно не выпускалась из-за многочисленных недоработок.

## Создание

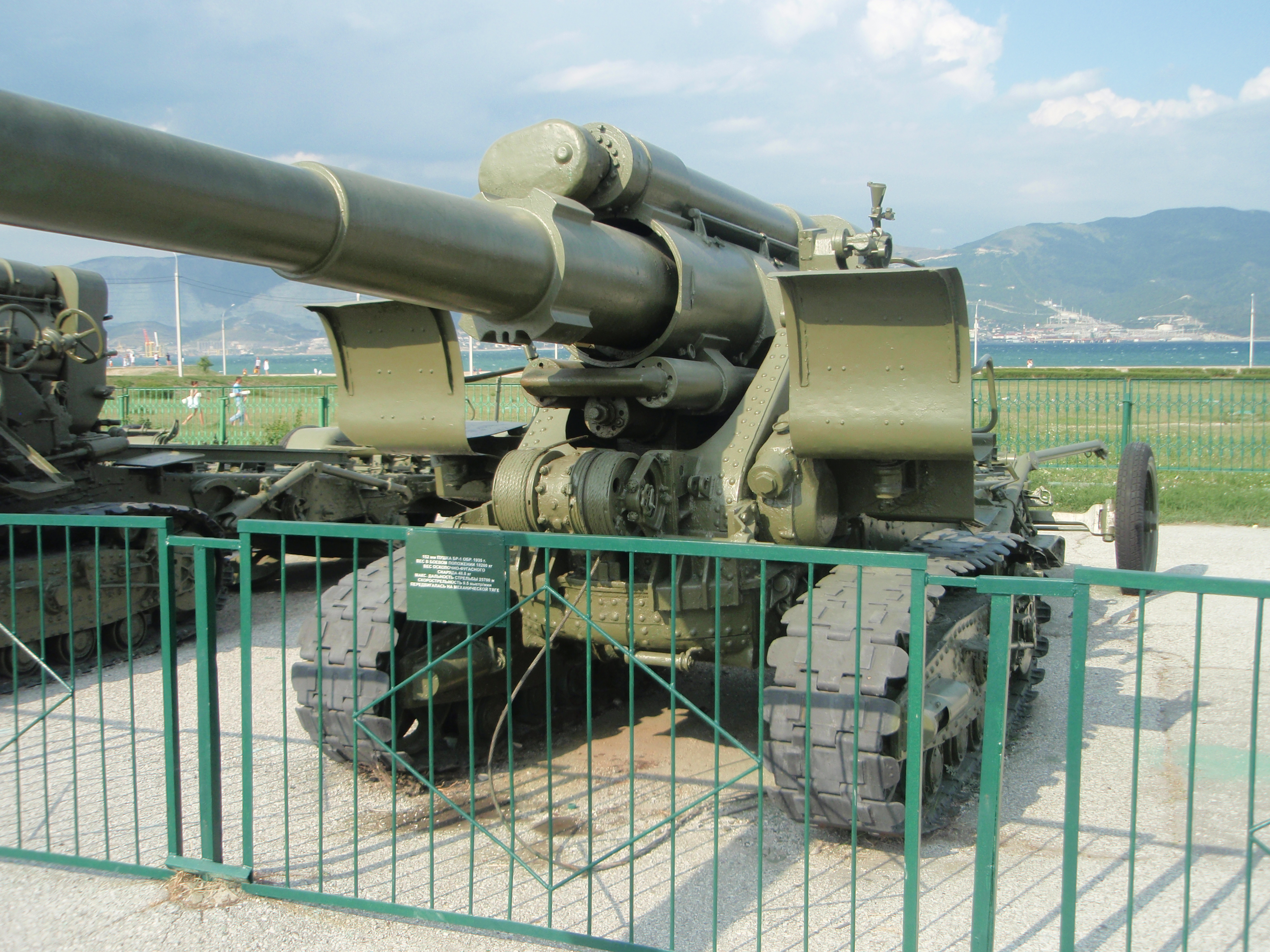
Орудие БР-2

В 1943 году ЦАКБ и КБ завода № 100 начали разработку САУ на шасси танка КВ-1с, с орудием БР-2 калибра 152,4 мм. Полученная самоходка, с индексом С-59 была изготовлена в 1944 году, а уже в конце весны, проходила полигонные испытания. При стрельбе полным снарядом у С-59 возникли проблемы. В серийное производство САУ не вошла. В итоге направление в развитии САУ особой мощности было закрыто.

## Описание конструкции

### Броневой корпус и рубка
Броневой корпус САУ сваривался из катаных броневых плит толщиной 75, 60, 40, 30 и 20 мм. Броневая защита дифференцированная, противоснарядная. Броневые плиты лобовой части машины устанавливались под рациональными углами наклона. Механик-водитель располагался по центру в передней части бронекорпуса, боекомплект и его подносчики, остальные члены расчёта находились снаружи бронекорпуса. Корпус также имел днищевой люк для аварийного покидания экипажем танка и ряд люков, лючков и технологических отверстий для погрузки боекомплекта, доступа к горловинам топливных баков, другим узлам и агрегатам машины.

### Вооружение
Орудие БР-2 калибра 152,4 мм. Орудие большой мощности периода Второй мировой войны.
Пушки БР-2 серийно производились на сталинградском заводе «Баррикады» с 1937 по 1940 год.
Калибр — 152,4 мм
Высота линии огня — 1920 мм;
Длина ствола — 7170 мм (47,2 клб.);
Длина канала ствола — 7000 мм (45,9 клб);
Начальная скорость снаряда — 880 м/с;
Угол вертикального наведения — от 0 до +60°;
Угол горизонтального наведения — 8°;
Скорострельность — 0,5 выстрела в минуту;
Максимальная дальность стрельбы — 25750 м;
Вес осколочно-фугасного снаряда — 48,770 кг;
Для орудия использовались снаряды:.
| Индекс снаряда | Вес снаряда, кг | Длина, кпб | Вес ВВ, кг | Взрыватель |
| ОФ-550         | 49              | 4,6        | 7,0        | РГМ, КДТ,  |
| Г-550          | 49              | 4,3        | 4.2        | КДТ-2      |

### Двигатель
С-59 оснащался четырёхтактным V-образным 12-цилиндровым дизельным двигателем В-2К мощностью 600 л. с. (441 кВт). Пуск двигателя обеспечивался стартером СТ-700 мощностью 15 л. с. (11 кВт). Топливные баки объёмом 600—615 л располагались и в боевом, и в моторно-трансмиссионном отделении. САУ оснащалось четырьмя дополнительными топливными баками общей ёмкостью 360 л, не связанными с топливной системой двигателя.

### Трансмиссия
С-59 оснащался механической трансмиссией, в которую входили:
- четырёхступенчатая коробка передач с демультипликатором (8 передач вперёд и 2 назад);
- многодисковый главный фрикцион сухого трения «стали по феродо»;
- два многодисковых бортовых фрикциона с трением «сталь по стали»;
- два бортовых планетарных редуктора.

### Ходовая часть
Подвеска САУ — индивидуальная торсионная для каждого из 6 цельнолитых двускатных опорных катков диаметра 600 мм на борт. Опорные катки с отверстиями круглой формы, установленные на большинстве КВ-1с. Напротив каждого опорного катка к бронекорпусу приваривались ограничители хода балансиров подвески. Верхняя ветвь гусеницы поддерживалась тремя поддерживающими катками на борт. Механизм натяжения гусеницы — винтовой; каждая гусеница состояла из 86—90 одногребневых траков шириной 608 мм.